# The Wrestling Classic
The Wrestling Classic è stato un evento in pay-per-view di wrestling organizzato dalla World Wrestling Federation. L'evento si è svolto il 7 novembre 1985 al Rosemont Horizon di Rosemont (Illinois).
L'evento principale fu un torneo a 16 uomini dove Junkyard Dog sconfisse Randy Savage nella finale del torneo. L'undercard fu caratterizzato da un torneo ad eliminazione diretta a 16 uomini, dal match tra Hulk Hogan Roddy Piper per il WWF Championship e un concorso dove Michael Hamley vinse una Rolls-Royce.

## Storyline

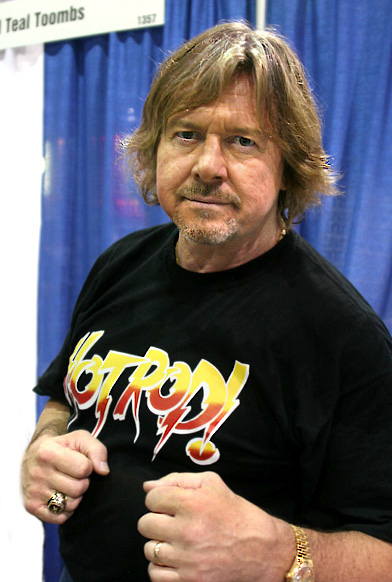
Roddy Piper lottò contro Hulk Hogan per il WWF Championship

Il feud principale dell'evento fu tra Hulk Hogan e Roddy Piper, che lottarono a The Wrestling Classic con in palio il WWE Championship. Nel 1985, Piper diventò il wrestler di punta della promozione, dopo aver parlato male contro la fiorente Rock 'n' Wrestling Connection, che portò a un confronto con Hogan. Nel mese di febbraio, lottarono a The War to Settle the Score mandato in onda su MTV, dove Hogan conservò il titolo per squalifica (Piper venne squalificato). Il loro feud li portò nel main event di WrestleMania, dove Hogan e la celebrità Mr. T sconfissero Piper e Paul Orndorff. Hogan iniziò poi un feud con Piper e Bob Orton per il resto dell'anno, portando a un match per il WWF Championship a WWF The Wrestling Classic.

## Evento
Il pay-per-view fu caratterizzato da un torneo a 16 uomini soprannominato "The Wrestling Classic". Nel primo turno del torneo Adrian Adonis (con Jimmy Hart) sconfisse Corporal Kirchner con una DDT. Poi Dynamite Kid affrontò Nikolai Volkoff (con Freddie Blassie), e prima che iniziasse il match, Volkoff iniziò a cantare l'inno nazionale russo. Mentre finiva di cantare, suonò la campanella e Dynamite, che si era arrampicato su un paletto di sostegno del ring mentre Volkoff cantava, lo colpì con un missile dropkick. Poi lo schienò rapidamente vincendo la partita in un tempo effettivo di circa sei secondi (il tempo ufficiale è di 9 secondi, eguagliando il 'record' di King Kong Bundy quando sconfisse SD Jones a WrestleMania, anche se quel match in realtà durò 23 secondi).
Successivamente Randy Savage (con Miss Elizabeth) sconfisse "Polish Power" Ivan Putski schierando l'avversario facendo leva con le corde, una mossa illegale.
In seguito ci fu un match tra Ricky Steamboat e Davey Boy Smith. Durante il match Smith si ferì all'inguine e quindi la vittoria venne assegnata a Stemboat. Junkyard Dog poi affrontò The Iron Sheik (con Fred Blassie). All'inizio del match Sheik soffocò  JYD (Junkyard Dog). Poi applicò una camel clutch prima di lasciare la presa. Dopo di che JYD colpì Sheik con una testata e lo schienò, vincendo l'incontro.
Moondog Spot e Terry Funk (con Jimmy Hart) si affrontarono nel match successivo. Sembrava che nessuno dei due volesse lottare, così su suggerimento di Funk entrambi lasciarono il ring. Quando Spot se ne stava andando, Funk lo attaccò alle spalle cercando di rientrare nel ring vincendo per count-out, ma Spot gli impedì di rientrare nel ring e rientrò nel ring prima che il conteggio arrivasse a dieci, dopo aver eseguito una backdropped. 
Poi il WWF Intercontinental Champion Tito Santana affrontò The Magnificent Muraco (con Mr. Fuji). Santana schienò Muraco con una small package (un tipo particolare di schienamento), ma nel match si infortunò  all'inguine che lo ostacolò più avanti nel torneo. 
Nella finale del primo turno Paul Orndorff sconfisse Bob Orton per squalifica. 
Nel primo turno dei quarti di finale si affrontarono Adrian Adonis (con Jimmy Hart) e Dynamite Kid. Durante il match, Adonis colpì accidentalmente il suo manager Jimmy Hart .Dynamite ne approfittò e schienò Adonis vincendo l'incontro. Ricky Steamboat affrontò nel turno successivo Randy Savage. Durante la sfida, Miss Elizabeth distrasse l'arbitro e Savage ne approfittò tirando fuori un tirapugni, diede un pugno all'avversario e lo schienò, vincendo il match. Successivamente ci fu un match tra Junkyard Dog e Moondog Spot vinto dal primo dopo una testata. Stranamente, non ci fu nessun arbitro a dirigere l'incontro, infatti Dog contò egli stesso fino a 3. 
I commentatori Gorilla Monsoon e Jesse Ventura poi dissero che a bordo ring c'era un giudice e che quindi il conteggio era valido. Tito Santana e Paul Orndorff  vennero poi eliminati dal torneo, infatti il match che stavano facendo finì in un doppio count-out.
Poi Hulk Hogan difese il WWF Championship dall'assalto di Roddy Piper. Hogan durante il match eseguì una bearhug su Piper, ed egli rispose con una sleeper hold. L'arbitro fu messo KO e Piper colpì Hogan con una sedia d'acciaio prima che Hogan applicò una sleeper hold all'avversario. Bob Orton intervenne nel match attaccando Hogan. L'arbitro vide l'atto illegale e squalificò Piper. Piper e Orton continuarono ad aggredire Hogan finché Paul Orndorff intervenne per difendere Hulk Hogan.
Il match successivo fu la semi-finale del torneo dove lottarono Randy Savage e Dynamite Kid. Dynamite provò ad eseguire un superplex, ma Savage riuscì a trasformare la mossa in una “culla” (un tipo particolare di schienamento), vincendo l'incontro. Junkyard Dog ebbe un bye in semifinale a causa del doppio count-out tra Orndorff e Santana.
Il main event fu la finale del torneo tra Junkyard Dog e Randy Savage. Dog eseguì una back body drop su Savage sulle corde, ed egli cadde sul pavimento esterno del ring. Randy non fece in tempo ad entrare nel ring prima del conteggio dell'arbitro, e quindi perse il match.

## Conseguenze
Molti lottatori ricevettero uno push da questo torneo. Junkyard Dog, il vincitore di questo torneo, per esempio fu incoronato come il primo vincitore di un torneo importante della WWF. Randy Savage vinse poi il WWF Intercontinental Championship da Tito Santana l'8 febbraio 1986 e il WWF Championship in un torneo simile a quello di WWF The Wrestling Classic a WrestleMania IV nel 1988. Ricky Steamboat vinse il titolo intercontinentale, sconfiggendo Savage a WrestleMania III nel 1987. Dynamite Kid e Davey Boy Smith vinsero il WWF Tag Team Championship a WrestleMania 2 nel 1986.

## Risultati
| #  | Risultati                                                               | Stipulazioni                         | Durata |
| -- | ----------------------------------------------------------------------- | ------------------------------------ | ------ |
| 1  | Adrian Adonis (con Jimmy Hart) sconfisse Corporal Kirchner              | Primo turno del torneo               | 04:00  |
| 2  | Dynamite Kid sconfisse Nikolai Volkoff                                  | Primo turno del torneo               | 00:06  |
| 3  | Randy Savage (con Miss Elizabeth) sconfisse Ivan Putski                 | Primo turno del torneo               | 03:00  |
| 4  | Ricky Steamboat sconfisse Davey Boy Smith                               | Primo turno del torneo               | 03:00  |
| 5  | Junkyard Dog sconfisse The Iron Sheik                                   | Primo turno del torneo               | 03:00  |
| 6  | Moondog Spot sconfisse Terry Funk (con Jimmy Hart) per countout         | Primo turno del torneo               | 00:17  |
| 7  | Tito Santana sconfisse The Magnificent Muraco (con Mr. Fuji)            | Primo turno del torneo               | 04:00  |
| 8  | Paul Orndorff sconfisse Bob Orton per squalifica                        | Primo turno del torneo               | 07:00  |
| 9  | Dynamite Kid sconfisse Adrian Adonis (con Jimmy Hart)                   | Quarti di finale del torneo          | 06:00  |
| 10 | Randy Savage (con Miss Elizabeth) sconfisse Ricky Steamboat             | Quarti di finale del torneo          | 04:00  |
| 11 | Junkyard Dog sconfisse Moondog Spot                                     | Quarti di finale del torneo          | 00:45  |
| 12 | Tito Santana contro Paul Orndorff finì con un doppio count-out          | Quarti di finale del torneo          | 08:00  |
| 13 | Hulk Hogan (c) sconfisse Roddy Piper per squalifica.                    | Single match per il WWF Championship | 07:00  |
| 14 | Randy Savage sconfisse Dynamite Kid                                     | Semifinale del torneo                | 05:00  |
| 15 | Junkyard Dog sconfisse Randy Savage (con Miss Elizabeth) per count out. | Finale del torneo                    | 09:00  |

## Eliminazioni nel torneo
Pin-Pinfall; Sub-Sottomissione; CO-Countout; DCO-Doppio countout; DQ-Squalifica; Ref-Decisione arbitrale
|  | Ottavi di finale  | Ottavi di finale  | Ottavi di finale |                 |               | Quarti di finale | Quarti di finale | Quarti di finale |  |  | Semifinali | Semifinali | Semifinali |  |  | Finale | Finale | Finale |  |
|  |                   |                   |                  |                 |               |                  |                  |                  |  |  |            |            |            |  |  |        |        |        |  |
|  | Adrian Adonis     | Adrian Adonis     | 03:22            |                 |               |                  |                  |                  |  |  |            |            |            |  |  |        |        |        |  |
|  | Adrian Adonis     | Adrian Adonis     | 03:22            |                 |               |                  |                  |                  |  |  |            |            |            |  |  |        |        |        |  |
|  | Corporal Kirchner | Corporal Kirchner | Pin              |                 |               |                  |                  |                  |  |  |            |            |            |  |  |        |        |        |  |
|  | Corporal Kirchner | Corporal Kirchner | Pin              |                 | Adrian Adonis | Adrian Adonis    | 06:00            |                  |  |  |            |            |            |  |  |        |        |        |  |
|  |                   |                   |                  |                 | Adrian Adonis | Adrian Adonis    | 06:00            |                  |  |  |            |            |            |  |  |        |        |        |  |
|  |                   |                   | Dynamite Kid     | Dynamite Kid    | Pin           |                  |                  |                  |  |  |            |            |            |  |  |        |        |        |  |
|  | Dynamite Kid      | Dynamite Kid      | Dynamite Kid     | Dynamite Kid    | Pin           | 00:09            |                  |                  |  |  |            |            |            |  |  |        |        |        |  |
|  | Dynamite Kid      | Dynamite Kid      |                  |                 |               |                  |                  |                  |  |  |            |            |            |  |  |        |        |        |  |
|  | Nikolai Volkoff   | Nikolai Volkoff   | Pin              |                 |               |                  |                  |                  |  |  |            |            |            |  |  |        |        |        |  |
|  | Nikolai Volkoff   | Nikolai Volkoff   | Pin              |                 | Dynamite Kid  | Dynamite Kid     | 05:00            |                  |  |  |            |            |            |  |  |        |        |        |  |
|  |                   |                   |                  |                 |               |                  |                  |                  |  |  |            |            |            |  |  |        |        |        |  |
|  |                   |                   | Randy Savage     | Randy Savage    | Pin           |                  |                  |                  |  |  |            |            |            |  |  |        |        |        |  |
|  | Ivan Putski       | Ivan Putski       | Randy Savage     | Randy Savage    | Pin           | 02:47            |                  |                  |  |  |            |            |            |  |  |        |        |        |  |
|  | Ivan Putski       | Ivan Putski       |                  |                 |               |                  |                  |                  |  |  |            |            |            |  |  |        |        |        |  |
|  | Randy Savage      | Randy Savage      | Pin              |                 |               |                  |                  |                  |  |  |            |            |            |  |  |        |        |        |  |
|  | Randy Savage      | Randy Savage      | Pin              |                 | Randy Savage  | Randy Savage     | 04:00            |                  |  |  |            |            |            |  |  |        |        |        |  |
|  |                   |                   |                  |                 | Randy Savage  | Randy Savage     | 04:00            |                  |  |  |            |            |            |  |  |        |        |        |  |
|  |                   |                   | Ricky Steamboat  | Ricky Steamboat | Pin           |                  |                  |                  |  |  |            |            |            |  |  |        |        |        |  |
|  | Davey Boy Smith   | Davey Boy Smith   | Ricky Steamboat  | Ricky Steamboat | Pin           | 03:00            |                  |                  |  |  |            |            |            |  |  |        |        |        |  |
|  | Davey Boy Smith   | Davey Boy Smith   |                  |                 |               |                  |                  |                  |  |  |            |            |            |  |  |        |        |        |  |
|  | Ricky Steamboat   | Ricky Steamboat   | Ref              |                 |               |                  |                  |                  |  |  |            |            |            |  |  |        |        |        |  |
|  | Ricky Steamboat   | Ricky Steamboat   | Ref              |                 | Randy Savage  | Randy Savage     | 09:00            |                  |  |  |            |            |            |  |  |        |        |        |  |
|  |                   |                   |                  |                 |               |                  |                  |                  |  |  |            |            |            |  |  |        |        |        |  |
|  |                   |                   | Junkyard Dog     | Junkyard Dog    | CO            |                  |                  |                  |  |  |            |            |            |  |  |        |        |        |  |
|  | The Iron Sheik    | The Iron Sheik    | Junkyard Dog     | Junkyard Dog    | CO            | Pin              |                  |                  |  |  |            |            |            |  |  |        |        |        |  |
|  | The Iron Sheik    | The Iron Sheik    |                  |                 |               |                  |                  |                  |  |  |            |            |            |  |  |        |        |        |  |
|  | Junkyard Dog      | Junkyard Dog      | 03:00            |                 |               |                  |                  |                  |  |  |            |            |            |  |  |        |        |        |  |
|  | Junkyard Dog      | Junkyard Dog      | 03:00            |                 | Junkyard Dog  | Junkyard Dog     | 00:45            |                  |  |  |            |            |            |  |  |        |        |        |  |
|  |                   |                   |                  |                 | Junkyard Dog  | Junkyard Dog     | 00:45            |                  |  |  |            |            |            |  |  |        |        |        |  |
|  |                   |                   | Moondog Spot     | Moondog Spot    | Pin           |                  |                  |                  |  |  |            |            |            |  |  |        |        |        |  |
|  | Terry Funk        | Terry Funk        | Moondog Spot     | Moondog Spot    | Pin           | 00:17            |                  |                  |  |  |            |            |            |  |  |        |        |        |  |
|  | Terry Funk        | Terry Funk        |                  |                 |               |                  |                  |                  |  |  |            |            |            |  |  |        |        |        |  |
|  | Moondog Spot      | Moondog Spot      | CO               |                 |               |                  |                  |                  |  |  |            |            |            |  |  |        |        |        |  |
|  | Moondog Spot      | Moondog Spot      | CO               | Junkyard Dog    |               |                  |                  |                  |  |  |            |            |            |  |  |        |        |        |  |
|  |                   |                   |                  |                 |               |                  |                  |                  |  |  |            |            |            |  |  |        |        |        |  |
|  |                   |                   |                  |                 |               |                  |                  |                  |  |  |            |            |            |  |  |        |        |        |  |
|  | Don Muraco        | Don Muraco        | 04:00            |                 |               |                  |                  |                  |  |  |            |            |            |  |  |        |        |        |  |
|  | Don Muraco        | Don Muraco        | 04:00            |                 |               |                  |                  |                  |  |  |            |            |            |  |  |        |        |        |  |
|  | Tito Santana      | Tito Santana      | Pin              |                 |               |                  |                  |                  |  |  |            |            |            |  |  |        |        |        |  |
|  | Tito Santana      | Tito Santana      | Pin              |                 | Tito Santana  | Tito Santana     | 08:00            |                  |  |  |            |            |            |  |  |        |        |        |  |
|  |                   |                   |                  |                 | Tito Santana  | Tito Santana     | 08:00            |                  |  |  |            |            |            |  |  |        |        |        |  |
|  |                   |                   | Paul Orndorff    | Paul Orndorff   | DCO           |                  |                  |                  |  |  |            |            |            |  |  |        |        |        |  |
|  | Paul Orndorff     | Paul Orndorff     | Paul Orndorff    | Paul Orndorff   | DCO           | 07:00            |                  |                  |  |  |            |            |            |  |  |        |        |        |  |
|  | Paul Orndorff     | Paul Orndorff     |                  |                 |               |                  |                  |                  |  |  |            |            |            |  |  |        |        |        |  |
|  | Bob Orton         | Bob Orton         | DQ               |                 |               |                  |                  |                  |  |  |            |            |            |  |  |        |        |        |  |